# Laura (monaquisme)

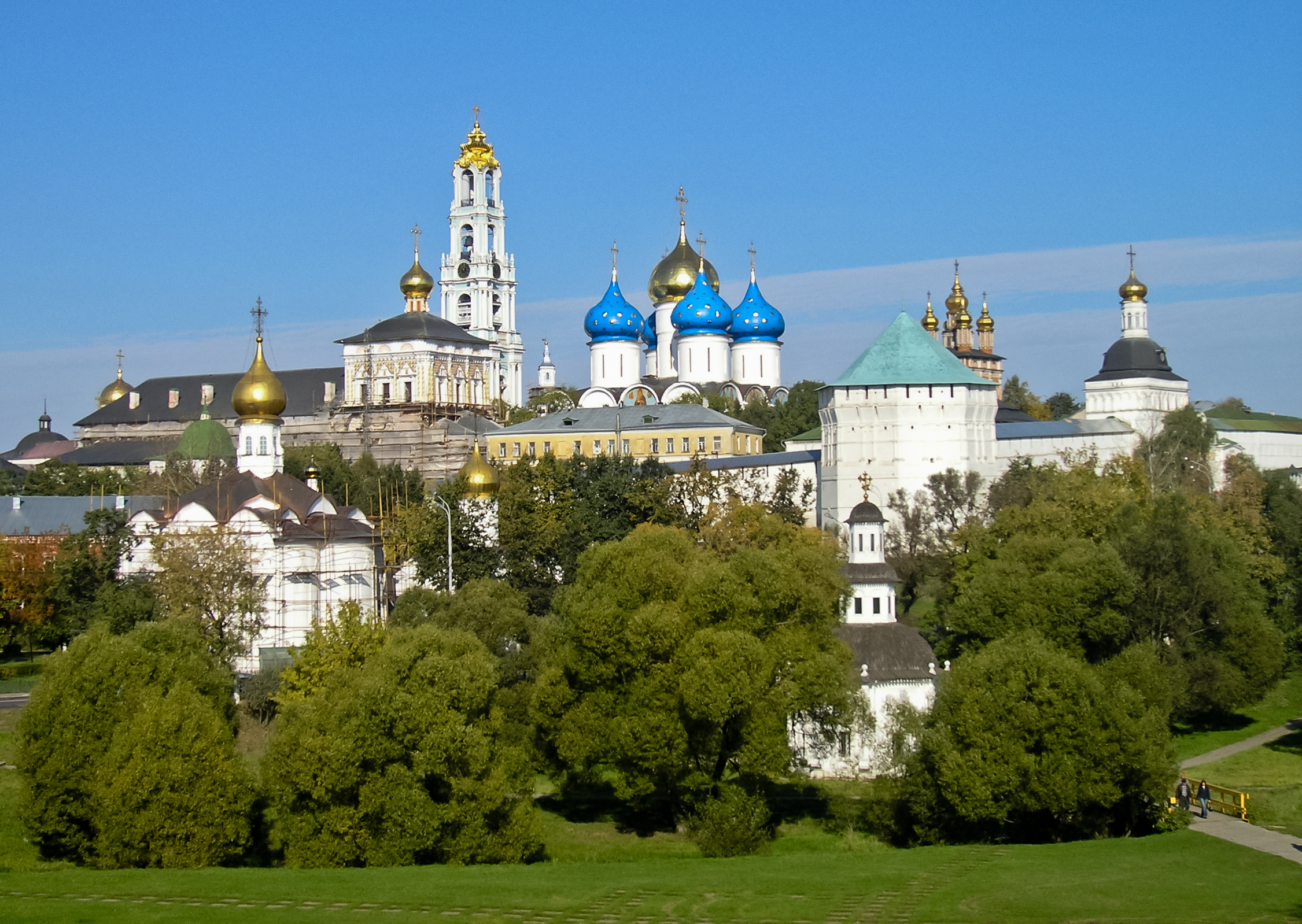
La Laura de la Santíssima Trinitat i Sant Sergi, monestir de l'Església Ortodoxa Russa.

A l'Església Ortodoxa i d'altres Esglésies ortodoxes orientals, una Laura o Lavra (del grec: Λαύρα; ciríl·lic: Ла́вра), era originalment un conjunt de cel·les o coves eremítiques, amb una església comuna i de vegades, un refectori. El significat grec de la paraula seria passatge, corredor o avinguda, per la disposició alineada de les cel·les. Posteriorment, quan aquests recintes es delimitaren amb murs, la seva estructura no es diferencia dels tradicionals monestirs.

## Història
El model de les laures té el seu origen a principis del segle iv quan es comencen a formar colònies de cel·les d'eremites al desert de Nitria, on arribà a viure una comunitat de fins a 900 eremites, amb la seva pròpia església i sacerdot, i només relacionant-se amb l'exterior per a aconseguir aliments. Sant Eutimi el Gran (377-473) va fundar una de les primeres laures de Palestina en el segle v. La Laura de Saba de Mutalasca (439-532, coneguda com a Mar Saba, és una de les més antigues que ha continuat funcionant com a monestir cristià. Un sistema similar va ser establert per sant Geràsim, amb 70 cel·les que envolten un cenobi. Els dies laborables els passaven a les cel·les, acompanyats només per una estera de joncs, una petita quantitat d'aliment i fulles de palma per a fer cordes i cistells. Els dissabtes duien els seus treballs al cenobi i rebien junts la comunió, tornant a les seves cel·les el diumenge a la tarda.

## Altres Lavres i articles relacionats
- Monestir de la Gran Laura, al Mont Atos, Grècia.
- Conjunt monàstic de Kýievo-Petxerska Lavra o Conjunt monàstic de Kíev-Petxersk, a Kíev, Ucraïna.
- Laura de la Santíssima Trinitat i Sant Sergi, a Sèrguiev Possad (Се́ргиев Поса́д), Rússia.
- Mar Saba, a Cisjordània, Palestina.
- Lavra de la sagrada dormició de Potxàïv (ucraïnès: Свято-Успенська Почаївська Лавра, Sviato-Uspenska Potxàïvska Lavra), a Potxàïv (Почаїв), Ucraïna.